# Dacia Logan MCV
O Logan MCV (Multi Convivial Vehicle) é um veículo familiar de porte médio desenvolvido com base no Dacia Logan sob o mesmo princípio de "baixo custo". Pode levar até sete passageiros.

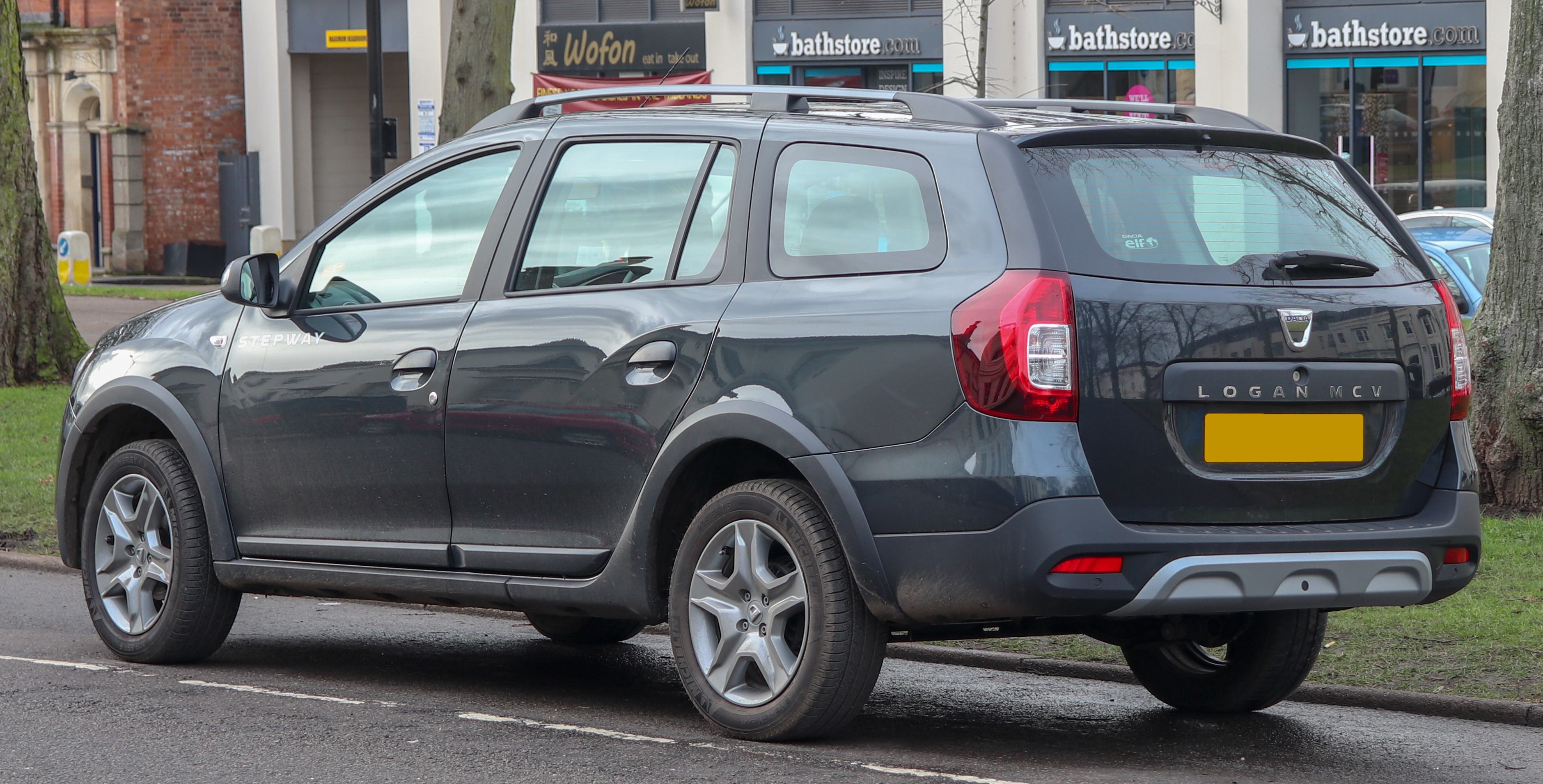
Traseira do modelo.